# 福江充
福江 充（ふくえ みつる、1963年- ）は、日本の歴史学者・民俗学者。北陸大学教授、立山信仰研究の第一人者。

## 略歴
富山県生まれ。1989年大谷大学大学院文学研究科修士課程修了。富山県立山博物館副主幹・学芸員、高志の国文学館副主幹・学芸員を経て、2015年北陸大学未来創造学部准教授、2017年北陸大学国際コミュニケーション学部准教授、2019年北陸大学国際コミュニケーション学部教授。2005年「近世立山信仰の展開」で文学博士（金沢大学）。第9回日本山岳修験学会賞・第3回日本学術振興会賞・第24回とやま賞を受賞。2007年度富山県優良職員表彰。2014年度日本博物館協会顕彰。真宗大谷派・善住寺住職。

## 著書

### 単著
- 『立山信仰と立山曼荼羅―芦峅寺衆徒の勧進活動―』日本宗教民俗叢書４、岩田書院、1998年。 ISBN 4-87294-106-3 C3339
- 『近世立山信仰の展開―加賀藩芦峅寺衆徒の檀那場形成と配札―』近世史研究叢書７、岩田書院、2002年。ISBN 4-87294-249-3 C3321
- 『立山曼荼羅―絵解きと信仰の世界―』法蔵館、2005年。ISBN 4-8318-7440-X C1021
- 『立山信仰と布橋大灌頂法会―加賀藩芦峅寺衆徒の宗教儀礼と立山曼荼羅―』桂書房、2006年。ISBN 4-903351-18-1
- 『江戸城大奥と立山信仰』法蔵館、2011年。ISBN 978-4-8318-7436-8
- 『立山信仰と三禅定―立山衆徒の檀那場形成と富士山・立山・白山―』岩田書院、2017年。ISBN 978-4-86602-009-9
- 『立山曼荼羅の成立と縁起・登山案内図』岩田書院、2018年。ISBN 978-4-86602-042-6
- 『立山地獄谷のあだ討ち―十返舎一九「越中楯山幽霊邑讐討」を読む―』法蔵館、2024年。

### 共著
- 『富山ものしり雑学大全』富山県・富山テレビ放送、1994年。
- 『とやま民俗文化誌』富山民俗文化研究グループ編、シー・エー・ピー、1998年。
- 『情報と物流の日本史－地域間交流の視点から－』地方史研究協議会編、雄山閣出版株式会社、、1998年。
- 『ふるさと富山歴史館』富山新聞復刊55年記念出版、富山新聞社、2001年。
- 『立山信仰曼荼羅の里　史跡を訪ねる』立山町教育委員会、2001年）。
- 『小矢部市史―おやべ風土記編―』小矢部市、2002年。
- 『朝日ビジュアルシリーズ 週間日本遺産 立山 黒部峡谷NO.36』朝日新聞社、2003年。
- 『大いなる遺産　立山黒部100万年の輝き』北日本新聞社、2004年。
- 『真鍋俊照博士還暦記念論集　仏教美術と歴史文化』真鍋俊照編著、法蔵館、2005年。
- 『富山の民俗は今』富山民俗の会編、桂書房、2006年7月
- 『近世の宗教と社会　①地域のひろがりと宗教』高埜利彦・青柳周一・西田かほる編、吉川弘文館、2008年。
- 『もうひとつの劔岳 点の記』山と渓谷社、2009年。
- 『真鍋俊照博士古希記念論集 密教美術と歴史文化』真鍋俊照編著、法蔵館、2011年。
- 『愛蔵版 暮らしの歳時記―富山編』富山新聞社、2012年。
- 『富山県謎解き散歩』竹島慎二編、新人物往来社、2013年。
- 『図像解釈学―権力と他者』加須屋誠編、竹林舎、2013年。
- 『アジアの灌頂儀礼―その成立と伝播―』森雅秀編、法蔵館、2014年｡
- 『勧進・参詣・祝祭』シリーズ日本人と宗教　近世から近代へ４、島薗進・高埜利彦・林淳・若尾政希編、春秋社、2015年。
- 『地獄絵大全』洋泉社、2016年。
- 『カラー版 地獄絵の日本史』末木文美士・小栗栖健治ほか編、宝島社、2021年。
- 『新編 西尾市史 別編1 美術工芸・建造物』新編西尾市史編さん委員会、愛知県西尾市、2024年。
- 『能登と越中の土徳』能越文化を語る会編、桂書房、2025年。

## 論文
- <福江充
- 「布橋灌頂会の変遷について－文政期から天保期を中心として－」『富山史壇』113、越中史壇会、1994年。
- 「立山曼荼羅［坪井龍童氏本］について」『富山県［立山博物館］研究紀要』1、1994年。
- 「もと高野山学侶龍渕の在地宗教活動」『宗教民俗研究』4、日本宗教民俗学研究会、1994年。
- 「近世後期における芦峅寺系立山曼荼羅の制作過程についての一試論」『富山県［立山博物館］研究紀要』2、1995年。
- 「布橋灌頂会に関する一考察」『北陸の民俗』11、北陸三県民俗の会、1995年。
- 「立山講社の活動―近代化のなかでの模索」『富山県［立山博物館］研究紀要』3、1996年。
- 「近代の立山信仰―立山山麓芦峅寺村旧宿坊衆徒による立山講社の活動―」『日本近代仏教史研究』4、日本近代仏教史研究会、1997年。
- 「近世幕末期の江戸における立山信仰―越中立山山麓芦峅寺衆徒の江戸の檀那場での廻檀配札活動―」『富山県［立山博物館］研究紀要』4、1997年。
- 「立山衆徒の勧進活動と立山曼荼羅」『山岳修験』20、日本山岳修験学会、1997年。
- 「江戸時代幕末期 芦峅寺宿坊家間の檀那場をめぐる争いについて」（『富山県［立山博物館］研究紀要』5、1998年。
- 「立山信仰にみる石仏寄進の一例」『宗教民俗研究』8、1998年。
- 「芦峅寺宿坊家の廻檀配札活動とその収益の行方」『富山市日本海文化研究所報』21、富山市日本海文化研究所、1998年。
- 「立山略縁起と立山曼荼羅―芦峅寺宝泉坊旧蔵本『立山縁起』の紹介と考察―」『国文学 解釈と鑑賞』63巻12号、至文堂、1998年。
- 「幕末期江戸の立山信仰―芦峅寺宝泉坊の江戸の檀那場と廻檀配札活動の実態―」『富山県［立山博物館］研究紀要』6、1999年。
- 「芦峅寺姥堂の立地・構造からみた布橋灌頂会」『郷土の文化』25、富山県郷土史会、2000年。
- 「立山曼荼羅の図像描写に対する基礎的研究―特に諸本の分類について―」『富山県［立山博物館］研究紀要』7、2000年。
- 「江戸時代中期における江戸の立山信仰」『富山史壇』133、2000年。
- 「江戸時代後期における房総半島の立山信仰」『富山市日本海文化研究所報』26、2001年。
- 「信濃国の立山信仰」『富山県［立山博物館］研究紀要』8、2001年。
- 「芦峅寺一山衆徒の加賀藩主に対する年頭御礼について」『富山県［立山博物館］研究紀要』9、2002年。
- 「『義賢行者当峯山籠中復覆』―木食聖義賢と芦峅寺一山―」『富山史壇』138、2002年。
- 「芦峅寺衆徒が常陸国・上総国・下総国で形成した檀那場―文献史料上最北の檀那場―」『富山史壇』140、2003年。
- 「富士山・立山・白山の三山禅定と芦峅寺宿坊家の檀那場形成過程」『富山県［立山博物館］研究紀要』10、2003年。
- 「芦峅寺教算坊が大坂で形成した檀那場と立山曼荼羅」『富山県［立山博物館］研究紀要』11、2004年。
- 「史料紹介 高野山学侶龍淵筆『高野山天徳院由来等縷記 文化七年』」『富山史壇』142・143合併号、2004年。
- 「芦峅寺姥尊（オンバサマ）とお召し替え行事」『富山県［立山博物館］研究紀要』12、2005年。
- 「近世立山信仰の展開（金沢大学大学院社会環境科学研究科・博士学位論文）」金沢大学大学院社会環境科学研究科に提出、2005年。
- 「芦峅寺日光坊の姥堂別当及び布橋大灌頂法会開催に関わる勧進活動―日光坊所蔵の立山御姥尊別当奉加勧進記（弘化３年）を中心に―」『富山市日本海文化研究所紀要』19、2005年。
- 「江戸時代中期の芦峅寺系立山曼荼羅と布橋儀式（のちの布橋大灌頂法会）―「坪井家Ａ本」と「金蔵院本」にみる江戸時代中期の構図と画像―」『富山県［立山博物館］研究紀要』13、2006年。
- 「学位論文要旨・福江充『近世立山信仰の展開』」『博士学位論文要旨（論文内容の要旨及び論文審査の結果の要旨）』金沢大学大学院社会環境科学研究科、2006年。
- 「越中立山芦峅寺の布橋大灌頂」『北陸宗教文化』19、北陸宗教文化学会、2007年。
- 「立山曼荼羅の成立過程に関する一考察―木版立山登山案内図から立山曼荼羅への展開―』『富山県［立山博物館］研究紀要』14、2007年。
- 「剱岳をめぐる立山信仰」『地図中心』417、財団法人日本地図センター、2007年。
- 「立山信仰と立山曼荼羅―初心者もわかる立山信仰世界―」『山からみた日本海文化Ⅱ』日本海文化研究所公開講座記録集、富山市日本海文化研究所、2007年。
- 「立山信仰と三禅定」『交通史研究』64、交通史研究会、2007年。
- 「立山地獄を闊歩する」『アート・トップ 特集地獄絵巡礼』221、芸術新聞社、2008年。
- 「芦峅寺宝泉坊の江戸での檀那場形成と「立山信仰」の展開(1)」『富山県［立山博物館］研究紀要』15所収、2008年。
- 「立山講社と東京神道立山講社にみる近代の立山信仰―東京神道立山講社と相撲の立浪部屋との関係にもふれながら―」（『北陸宗教文化』21、北陸宗教文化学会、2008年。
- ｢芦峅寺宝泉坊の江戸での檀那場形成と｢立山信仰｣の展開(2)―江戸時代後期の江戸城大奥及び諸大名家をめぐる立山信仰―｣『富山県［立山博物館］研究紀要』16、2009年。
- 「江戸城大奥および諸大名家と布橋灌頂会」（『富山史壇』161、越中史壇会、2010年。
- 「富士山・立山・白山を巡る三禅定の時期的変遷―特に白山山麓の馬場の問題にも関連して―」『北陸宗教文化』23、北陸宗教文化学会、2010年。
- 「芦峅寺宿坊家の尾張国檀那場と三禅定（富士山・立山・白山）関係史料」『富山県［立山博物館］研究紀要』17、2010年。
- 「幕末期の江戸城大奥や諸大名家をめぐる立山信仰」『山岳修験』45、日本山岳修験学会、2010年。
- 「芦峅寺衆徒の廻檀配札活動と尾張国の檀那場―三禅定関係資料が多数現存する尾張国の檀那場について―」『立山・富士山・白山 みつの山めぐり―霊山巡礼の旅「三禅定」―』富山県［立山博物館］、2010年。
- 「最後の飛彈郡代新見内膳正功と立山信仰―特に芦峅寺宝泉坊との関係を中心に―」『富山市日本海文化研究所紀要』24、富山市日本海文化研究所、2011年。
- 「立山曼荼羅の絵解き再考―芦峅寺宝泉坊泰音の｢知｣と御絵伝（立山曼荼羅）招請に着眼して―」『富山県［立山博物館］研究紀要』18、2011年。
- 「石造物資料にみる江戸時代の三禅定（富士山・立山・白山）」『山岳修験』48、日本山岳修験学会、2011年。
- 「最後の飛彈郡代新見内膳が芦峅寺宝泉坊に宛てた書状」『富山史壇』167、越中史壇会、2012年。
- 「越中立山芦峅寺の由緒書・縁起・勧進記と木版立山登山案内図・立山曼荼羅」『富山県［立山博物館］研究紀要』19、2012年。
- 「芦峅寺宿坊家が東海道筋に形成した檀那場―特に駿河国と横浜の事例をとりあげて―」『富山県［立山博物館］研究紀要』20、2013年。
- 「福井県における立山信仰の痕跡―洞雲寺（大野市）と乗久寺（福井市）の姥尊を中心に」『富山史壇』171、越中史壇会、2013年。
- 「常願寺川水系の水神信仰―立山曼荼羅に描かれた水神信仰」『河川文化』68、公益社団法人日本河川協会、2014年。
- 「立山曼荼羅の図像を読み解く―目連救母説話図像と越中国南砺系チョンガレ台本―」『仏教文学』40所収、仏教文学会、2015年。
- 「芦峅寺旧宝泉坊の『布橋灌頂会絵巻』と「布橋灌頂絵配役・配置図」に関する一考察」『富山史壇』181、越中史壇会、2016年。
- 「布橋灌頂会（日本ユネスコ「未来遺産」登録行事）と雅楽の関係」『北陸大学紀要』43、北陸大学、2017年。
- 「三嶽神社（岐阜市福富）と三禅定―芦峅寺日光坊の尾張国での檀那場形成を踏まえて―」『富山史壇』188、越中史壇会、2019年。
- 「川と海から見た立山信仰」『とやま民俗』92、富山民俗の会、2019年。
- 「立山曼荼羅『福江家本』と最も古い芦峅寺系立山曼荼羅3作品との比較研究」『北陸大学紀要』47、2019年。
- 「越中立山と善光寺信仰ー『三国名勝図会』の記事の分析からー」『北陸大学紀要』48、2020年。
- 「報告2 立山信仰と版木ー特に芦峅寺の宿坊の事例を中心にー」『民具研究』160、日本民具学会、2020年。
- 「十返舎一九著『越中楯山幽霊邑讐討』の研究（その1）」『北陸大学紀要』49、 2020年。
- 「十返舎一九著『越中楯山幽霊邑讐討』の研究（その2）」『北陸大学紀要』50、2021年。
- 「寛永7年  (1630)  の「立山縁起」一史料紹介・分析・評価ー」『北陸大学紀要』51、2021年。
- 「物語「歌津敵討ち」に関する新史料の発見と紹介ー越中立山が物語の舞台として重視された東北地方の物語ー」『北陸大学紀要』52、2022年。
- 「立山芦峅寺衆徒の九重御守護」『北陸大学紀要』53、2022年。
- 「立山衆徒が求めた加賀藩の外の権威」『北陸大学紀要』54、2023年。
- 「インターネットオークションと立山信仰史料ー立山曼荼羅や立山縁起の購入から浮かび上がる諸問題ー」『富山史壇』200、越中史壇会、2023年。
- 「立山信仰と縁起・山絵図・立山曼荼羅」『藝林』72-1、藝林会、2023年。
- 「三禅定に関する史料の紹介と若干の考察ー富士山学術大会の講演録に代えてー」『山岳修験　富士山大会特集』70、日本山岳修験学会、2023年。
- 「江戸時代における芦峅寺姥尊信仰の本質ー王城鎮護の姥尊から布橋灌頂会の姥尊へー」『とやま民俗(100号記念特集)』No.100、富山民俗の会、2023年。
- 「立山山麓芦峅寺における姥尊信仰の研究ー新たに発見した姥尊像の紹介も含めてー」『北陸大学紀要』55、2023年。
- 「立山信仰を受容した信濃国の人々ー特に立山芦峅寺教蔵坊との関係においてー」『北陸大学紀要』56、2024年。
- 「国立国会図書館所蔵『三井寺縁起』と立山曼荼羅ー特に『宝泉坊本』・『吉祥坊本』との関係性についてー」『北陸大学紀要』57，2024年。
- 「先学の立山信仰研究を引き継いでやってきたこと（富山史壇創立70周年記念講座要旨）」『富山史壇』206、2025年。
- 「明治時代中期における能登半島の立山信仰―芦峅寺旧宝泉坊の能登半島での立山講社活動―（その1）」『北陸大学紀要』58、2025年。
- 「立山山麓芦峅寺に移住した高野山学侶龍淵と一千座護摩灰修行」『冨山史壇』207、越中史壇会、2025年。

### 企画展解説図録
- 『富山県［立山博物館］常設展示総合解説』富山県［立山博物館］、1991年。
- 『立山のこころとカタチ―立山曼荼羅の世界―』富山県［立山博物館］、1991年。
- 『立山信仰の源流―マンダラの世界―』富山県［立山博物館］1992年。
- 『もうひとつの立山信仰―立山信仰と立山温泉―』富山県［立山博物館］、1992年。
- 『富山県［立山博物館］常設展示観覧の手引き』富山県［立山博物館］、1993年。
- 『古絵図は語る―立山・イメージとそのカタチ―』富山県［立山博物館］、1993年。
- 『立山信仰―祈りと願い―』富山県［立山博物館］、1994年。
- 『霊山巡詣―立山にみる遊・憂・悠―』富山県［立山博物館］、1995年。
- 『曼荼羅世界の邂逅―立山曼荼羅、その背後にあるもの―』富山県［立山博物館］、1996年。
- 『富山県立山博物館総合案内』富山県［立山博物館］・千里文化財団、1997年。
- 『カミを招くかたち―立山・現代に生きるマンダラ―』富山県［立山博物館］、1997年。
- 『神像・仏像は語る―越中立山の山岳信仰―』富山県［立山博物館］、1998年。
- 『立山登山案内図と立山カルデラ』立山カルデラ砂防博物館、2000年。
- 『とやま版 ―越中版画から現代の版表現まで― 資料集』富山県民会館美術館、2000年。
- 『地獄遊覧―地獄草紙から立山曼荼羅まで―』富山県［立山博物館］、2001年。
- 『「山宮」に生きる―立山のくらしと民具―』富山県［立山博物館］、2003年。
- 『立山曼荼羅 物語の空間』富山県［立山博物館］、2005年。
- 『立山と真宗―御絵伝がつなぐ二つの世界―』富山県［立山博物館］、2006年。
- 『立山の地母神 おんばさま』富山県［立山博物館］、2009年。
- 『綜覧 立山曼荼羅』富山県［立山博物館］、2011年。
- 『木版文化と立山』富山県［立山博物館］、2012年。
- 『高志の国文学館企画展ガイドブック　立山曼荼羅を文学する』高志の国文学館、2013年。
- 『「世界のムナカタ」を育んだ文学と民藝―棟方志功の感応力―』高志の国文学館、2013年。
- 「『流聞軒其方狂歌絵日記』所収「立山三尊開帳」に描かれた地獄絵と岩峅寺系立山曼荼羅」『城下町金沢は大賑わい』石川県立歴史博物館、2016年。
- 『新 総覧立山曼荼羅（富山県［立山博物館］開館30周年記念）』富山県［立山博物館］、2022年、図録の全体構成及び資料解説の監修業務を委嘱される。